# Tunnel de Oued Ouchayah
Le tunnel de Oued Ouchayah est un tunnel autoroutier situé dans la commune de Bachdjerrah à Alger. Il est constitué de deux tubes de plus de 900 mètres et a été inauguré en 1991 après quatre ans de travaux.

## Caractéristiques
Le tunnel de Oued Ouchayah est composé de deux tubes, d'une longueur de 900 mètres.